# Grzechotnik kropiaty
Grzechotnik kropiaty (Crotalus mitchellii) – gatunek jadowitego węża z podrodziny grzechotnikowatych (Crotalinae) w obrębie rodziny żmijowatych (Viperidae). Endemit Meksyku.

## Systematyka
Dawniej wyróżniano 5 podgatunków Crotalus mitchellii występujących w południowo-zachodnich Stanach Zjednoczonych i północno-zachodnim Meksyku:
- Crotalus mitchellii angelensis Klauber, 1963
- Crotalus mitchellii mitchellii (Cope, 1861)
- Crotalus mitchellii muertensis Klauber, 1949
- Crotalus mitchellii pyrrhus (Cope, 1867)
- Crotalus mitchellii stephensi Klauber, 1930

Meik i współpracownicy (2015) podnoszą jednak wszystkie te podgatunki (z wyjątkiem C. m. muertensis, synonimizowanego przez autorów z C. pyrrhus) do rangi odrębnych gatunków.

## Zasięg występowania
Po podziale taksonomicznym zasięg występowania grzechotnika kropiatego ograniczony jest do północno-zachodniego Meksyku – środkowej i południowej części Półwyspu Kalifornijskiego i kilku sąsiednich wysp.

## Pożywienie
Żywi się drobnymi kręgowcami.